# Västersjön (Agunnaryds socken, Småland)
Västersjön är en sjö i Ljungby kommun i Småland och ingår i Helge ås huvudavrinningsområde. Sjön har en area på 0,444 kvadratkilometer och ligger 142 meter över havet. Sjön avvattnas av vattendraget Lilla Helge å (Granhultsån). Vid provfiske har bland annat abborre, björkna, braxen och faren fångats i sjön.

## Delavrinningsområde
Västersjön ingår i det delavrinningsområde (629344-140432) som SMHI kallar för Utloppet av Västersjön. Medelhöjden är 152 meter över havet och ytan är 9,96 kvadratkilometer. Räknas de 5 avrinningsområdena uppströms in blir den ackumulerade arean 152,38 kvadratkilometer. Lilla Helge å (Granhultsån) som avvattnar avrinningsområdet har biflödesordning 2, vilket innebär att vattnet flödar genom totalt 2 vattendrag innan det når havet efter 158 kilometer. Avrinningsområdet består mestadels av skog (55 %) och sankmarker (19 %). Avrinningsområdet har 0,85 kvadratkilometer vattenytor vilket ger det en sjöprocent på 8,6 %.

## Fisk
Vid provfiske har följande fisk fångats i sjön:
- Abborre
- Björkna
- Braxen
- Faren
- Gärs
- Gädda
- Mört
- Sarv
- Sutare